# 道の駅一覧 さ行
道の駅 < 道の駅一覧
| あ行 | か行 | さ行 | た行 | な行 | は行 | ま行 | や-わ行 |

日本の道の駅のうち、さ行で始まるものの一覧である。
道の駅の記事を書かれる方へ：
道の駅の記事を書いた場合は、この一覧にも書き込んで下さい。
道の駅の記事のフォーマットについては、プロジェクト:道の駅をご覧になるか、すでに投稿されている記事を参考にして下さい。

## さ
- 道の駅さいかい：長崎県
- 道の駅彩菜茶屋（さいさいぢゃや）：岡山県
- 道の駅西条のん太の酒蔵（さいじょうのんたのさかぐら）：広島県
- 道の駅さかい：茨城県
- 道の駅さかい：福井県
- 道の駅寒河江（さがえ）：山形県
- 道の駅さかきた：長野県
- 道の駅酒蔵奥出雲交流館（さかぐらおくいずもこうりゅうかん）：島根県
- 道の駅酒谷（さかたに）：宮崎県
- 道の駅佐賀関（さがのせき）：大分県
- 道の駅坂本（さかもと）：熊本県
- 道の駅崎津（さきつ）：熊本県
- 道の駅桜島（さくらじま）：鹿児島県
- 道の駅桜峠（さくらとうげ）：石川県
- 道の駅さくらの郷（さくらのさと）：福島県
- 道の駅さくらの里きすき（さくらのさときすき）：島根県
- 道の駅桜の郷 荘川（さくらのさと しょうかわ）：岐阜県
- 道の駅笹川流れ（ささがわながれ）：新潟県
- 道の駅サザンセトとうわ：山口県
- 道の駅サシバの里いちかい（さしばのさといちかい）：栃木県
- 道の駅させぼっくす 99：長崎県
- 道の駅佐田岬半島ミュージアム（さだみさきはんとうミュージアム）：愛媛県
- 道の駅貞光ゆうゆう館（さだみつゆうゆうかん）：徳島県
- 道の駅さとみ：茨城県
- 道の駅サーモンパーク千歳（さーもんぱーくちとせ）：北海道
- 道の駅サラブレッドロード新冠（さらぶれっどろーどにいかっぷ）：北海道
- 道の駅さらべつ：北海道
- 道の駅さるふつ公園（さるふつこうえん）：北海道
- 道の駅サロマ湖（さろまこ）：北海道
- 道の駅山陰海岸ジオパーク浜坂の郷（さんいんかいがんジオパークはまさかのさと）：兵庫県
- 道の駅サンエイト美都（サンエイトみと）：島根県
- 道の駅さんさん南三陸（さんさんみなみさんりく）：宮城県
- 道の駅さんない：秋田県
- 道の駅さんのへ：青森県
- 道の駅サンピコごうつ：島根県
- 道の駅San Pin 中津（さん ぴん なかつ）：和歌山県
- 道の駅サンフラワー北竜（さんふらわーほくりゅう）：北海道
- 道の駅三本木（さんぼんぎ）：宮城県
- 道の駅山陽道やかげ宿（さんようどうやかげじゅく）：岡山県
- 道の駅サンライズひがし：沖縄県
- 道の駅さんりく：岩手県
- 道の駅さんわ182ステーション（さんわいちはちにすてーしょん）：広島県

## し
- 道の駅シェルプラザ・港（しぇるぷらざ・みなと）：北海道
- 道の駅潮彩市場防府（しおさいいちばほうふ）：山口県
- 道の駅塩津海道 あぢかまの里（しおつかいどう あぢかまのさと）：滋賀県
- 道の駅しおのえ：香川県
- 道の駅潮見坂（しおみざか）：静岡県
- 道の駅しかおい：北海道
- 道の駅しかべ間歇泉公園（しかべかんけつせんこうえん）：北海道
- 道の駅四季の郷公園（しきのさとこうえん）：和歌山県
- 道の駅シーサイド高浜（シーサイドたかはま）：福井県
- 道の駅宍喰温泉（ししくいおんせん）：徳島県
- 道の駅泗水（しすい）：熊本県
- 道の駅雫石あねっこ（しずくいしあねっこ）：岩手県
- 道の駅賤母（しずも）：岐阜県
- 道の駅自然体感しむかっぷ（しぜんたいかんしむかっぷ）：北海道
- 道の駅したら：愛知県
- 道の駅七ヶ宿（しちかしゅく）：宮城県
- 道の駅七城メロンドーム（しちじょうメロンドーム）：熊本県
- 道の駅しちのへ：青森県
- 道の駅しなの：長野県
- 道の駅信濃路下條（しなのじしもじょう）：長野県
- 道の駅志野・織部（しの・おりべ）：岐阜県
- 道の駅志原海岸（しはらかいがん）：和歌山県
- 道の駅しほろ温泉（しほろおんせん）：北海道
- 道の駅しまなみの駅御島（しまなみのえきみしま）：愛媛県
- 道の駅四万十大正（しまんとたいしょう）：高知県
- 道の駅四万十とおわ（しまんととおわ）：高知県
- 道の駅しみず：和歌山県
- 道の駅清水の里・鳥海郷（しみずのさと・ちょうかいごう）：秋田県
- 道の駅下賀茂温泉 湯の花（しもがもおんせん ゆのはな）：静岡県
- 道の駅しもごう：福島県
- 道の駅しもつけ：栃木県
- 道の駅しもつま：茨城県
- 道の駅しもにた：群馬県
- 道の駅しもべ：山梨県
- 道の駅しゃり：北海道
- 道の駅十三湖高原（じゅうさんここうげん）：青森県
- 道の駅十文字（じゅうもんじ）：秋田県
- 道の駅樹海ロード日高（じゅかいろーどひだか）：北海道
- 道の駅宿場町ひらふく（しゅくばまちひらふく）：兵庫県
- 道の駅庄川（しょうがわ）：富山県
- 道の駅上州おにし（じょうしゅうおにし）：群馬県
- 道の駅常総（じょうそう）：茨城県
- 道の駅小豆島オリーブ公園（しょうどしまオリーブこうえん）：香川県
- 道の駅小豆島ふるさと村（しょうどしまふるさとむら）：香川県
- 道の駅庄内みかわ（しょうないみかわ）：山形県
- 道の駅しょうなん：千葉県
- 道の駅湘南ちがさき（しょうなんちがさき）：神奈川県
- 道の駅上品の郷（じょうぼんのさと）：宮城県
- 道の駅縄文ロマン 南かやべ（じょうもんろまん みなみかやべ）：北海道
- 道の駅しょうわ：秋田県
- 道の駅庄和（しょうわ）：埼玉県
- 道の駅じょんのびの里高柳（じょんのびのさとたかやなぎ）：新潟県
- 道の駅白尾ふれあいパーク（しらおふれあいパーク）：岐阜県
- 道の駅白樺の里やまがた（しらかばのさとやまがた）：岩手県
- 道の駅白川郷（しらかわごう）：岐阜県
- 道の駅白崎海洋公園（しらさきかいようこうえん）：和歌山県
- 道の駅白沢（しらさわ）：群馬県
- 道の駅白鷹ヤナ公園（しらたかやなこうえん）：山形県
- 道の駅しらたき（しらたき）：北海道
- 道の駅しらとりの郷・羽曳野（しらとりのさと・はびきの）：大阪府
- 道の駅しらぬか恋問（しらぬかこいとい）：北海道
- 道の駅不知火（しらぬひ）：熊本県
- 道の駅しらね：山梨県
- 道の駅白浜野島崎（しらはまのじまざき）：千葉県
- 道の駅しらまの里（しらまのさと）：和歌山県
- 道の駅しらやまさん：石川県
- 道の駅しりうち：北海道
- 道の駅シルクウェイにちはら：島根県
- 道の駅シルクのまち かや：京都府
- 道の駅知床・らうす（しれとこ・らうす）：北海道
- 道の駅しろいし：佐賀県
- 道の駅白い森おぐに（しろいもりおぐに）：山形県
- 道の駅紫波（しわ）：岩手県
- 道の駅しんあさひ風車村（しんあさひふうしゃむら）：滋賀県
- 道の駅信越さかえ（しんえつさかえ）：長野県
- 道の駅しんぐう：兵庫県
- 道の駅しんごう：青森県
- 道の駅しんしのつ : 北海道
- 道の駅信州新町（しんしゅうしんまち）：長野県
- 道の駅信州蔦木宿（しんしゅうつたきじゅく）：長野県
- 道の駅信州新野千石平（しんしゅうにいのせんごくだいら）：長野県
- 道の駅信州平谷（しんしゅうひらや）：長野県
- 道の駅新庄エコロジーガーデン原蚕の杜（しんじょうエコロジーガーデンげんさんのもり）：山形県
- 道の駅しんよしとみ：福岡県
- 道の駅神話の里 白うさぎ（しんわのさと しろうさぎ）：鳥取県

## す
- 道の駅すいかの里 植木（すいかのさと うえき）：熊本県
- 道の駅すえよし：鹿児島県
- 道の駅宙ドーム・神岡（すかいドーム・かみおか）：岐阜県
- 道の駅杉の湯 川上（すぎのゆ かわかみ）：奈良県
- 道の駅杉原紙の里・多可（すぎはらがみのさと・たか）：兵庫県
- 道の駅すくも：高知県
- 道の駅すごう：大分県
- 道の駅すさみ：和歌山県
- 道の駅すず塩田村（すずえんでんむら）：石川県
- 道の駅すずなり：石川県
- 道の駅スタープラザ芦別（すたーぷらざあしべつ）：北海道
- 道の駅ステラ★ほんべつ：北海道
- 道の駅すばしり：静岡県
- 道の駅スパ羅漢（すぱらかん）：広島県
- 道の駅スプリングスひよし：京都府
- 道の駅スペース・アップルよいち：北海道
- 道の駅スワン44ねむろ：北海道

## せ
- 道の駅青雲橋（せいうんばし）：宮崎県
- 道の駅清流白川 クオーレの里（せいりゅうしらかわ クオーレのさと） ：岐阜県
- 道の駅清流茶屋 かわはら（せいりゅうちゃや かわはら）：鳥取県
- 道の駅清流の里しろとり（せいりゅうのさとしろとり）：岐阜県
- 道の駅清流の里ひじかわ（せいりゅうのさとひじかわ）：愛媛県
- 道の駅清和文楽邑（せいわぶんらくむら）：熊本県
- 道の駅瀬替えの郷せんだ（せがえのさとせんだ）：新潟県
- 道の駅関川（せきかわ）：新潟県
- 道の駅関宿（せきじゅく）：三重県
- 道の駅せせらぎ郷かみつえ（せせらぎきょうかみつえ）：大分県
- 道の駅せせらぎの里こうら（せせらぎのさとこうら）：滋賀県
- 道の駅瀬戸大橋記念公園（せとおおはしきねんこうえん）：香川県
- 道の駅瀬戸しなの（せとしなの）：愛知県
- 道の駅瀬女（せな）：石川県
- 道の駅世羅（せら）：広島県
- 道の駅センザキッチン：山口県
- 道の駅千枚田ポケットパーク（せんまいだポケットパーク）：石川県

## そ
- 道の駅そうべつ情報館i(アイ)（そうべつじょうほうかんあい）：北海道
- 道の駅そうま：福島県
- 道の駅彼杵の荘（そのぎのしょう）：長崎県
- 道の駅そばの郷らっせぃみさと（そばのさとらっせいみさと）：岐阜県
- 道の駅そよ風パーク（そよかぜパーク）：熊本県
- 道の駅そらっと牧之原（そらっとまきのはら）：静岡県
- 道の駅空の夢もみの木パーク（そらのゆめもみのきパーク）：香川県
- 道の駅ソレーネ周南（それーねしゅうなん）：山口県